# رود ایزر
رود ایزر (فرانسوی: l'Yser‎) یک رود در کشورهای بلژیک و فرانسه است.
این رود که از نر، فرانسه سرشچمه میگیرد پس از طی ۷۸ کیلومتر در کشور بلژیک به دریای شمال میریزد.

## نگارخانه

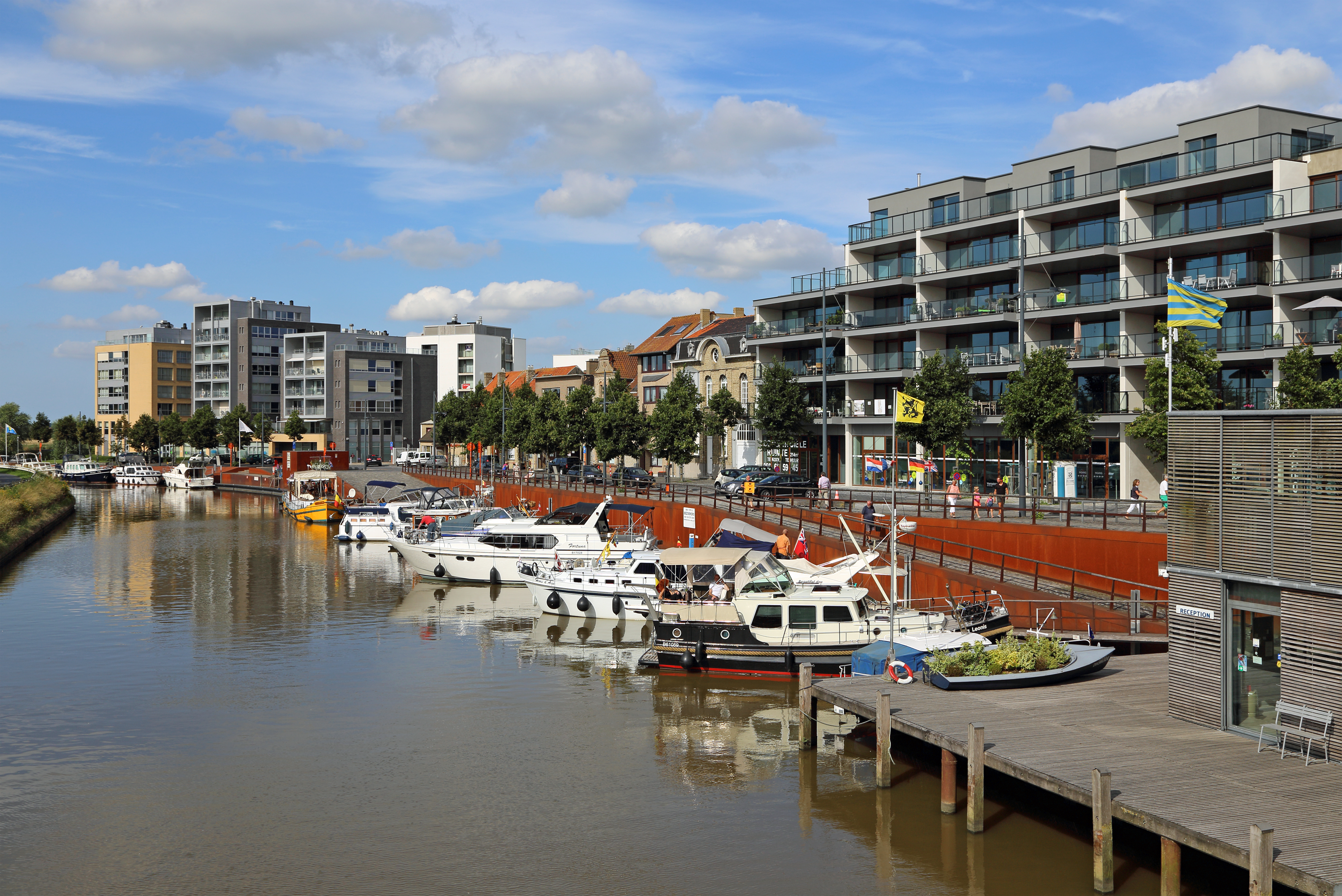
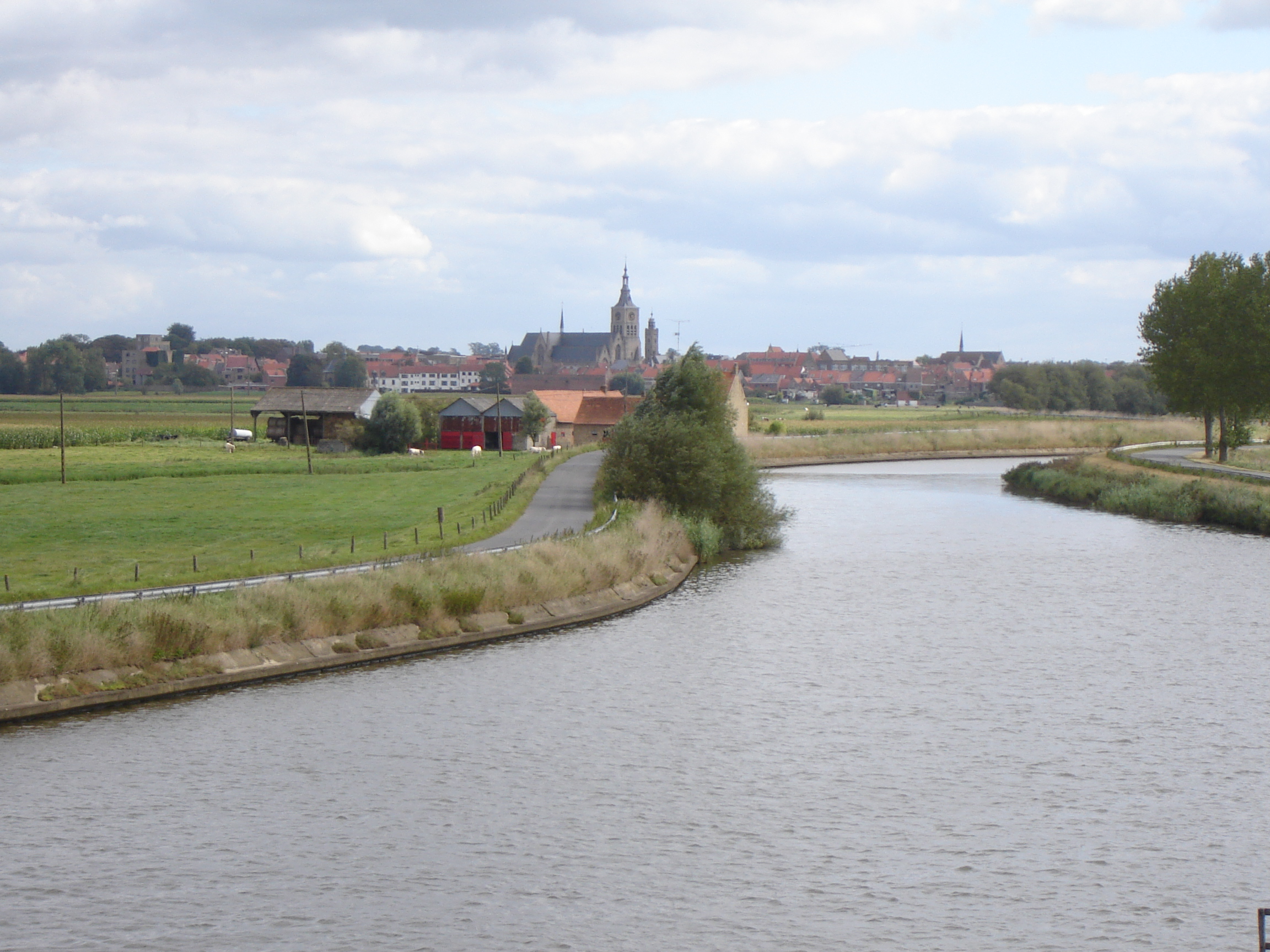
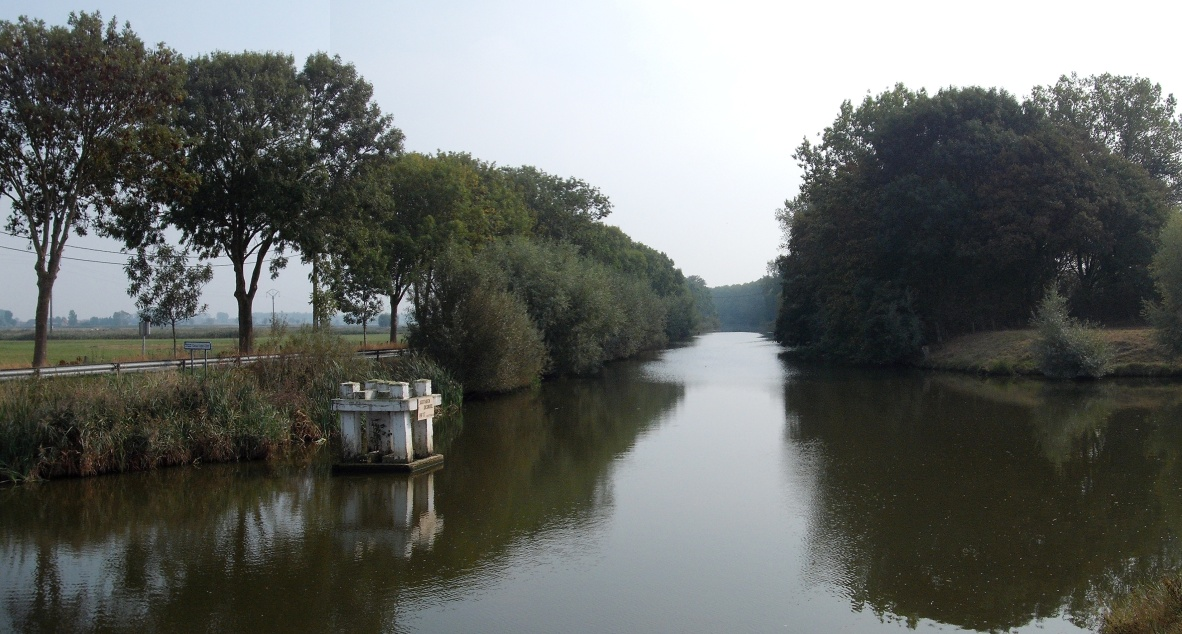
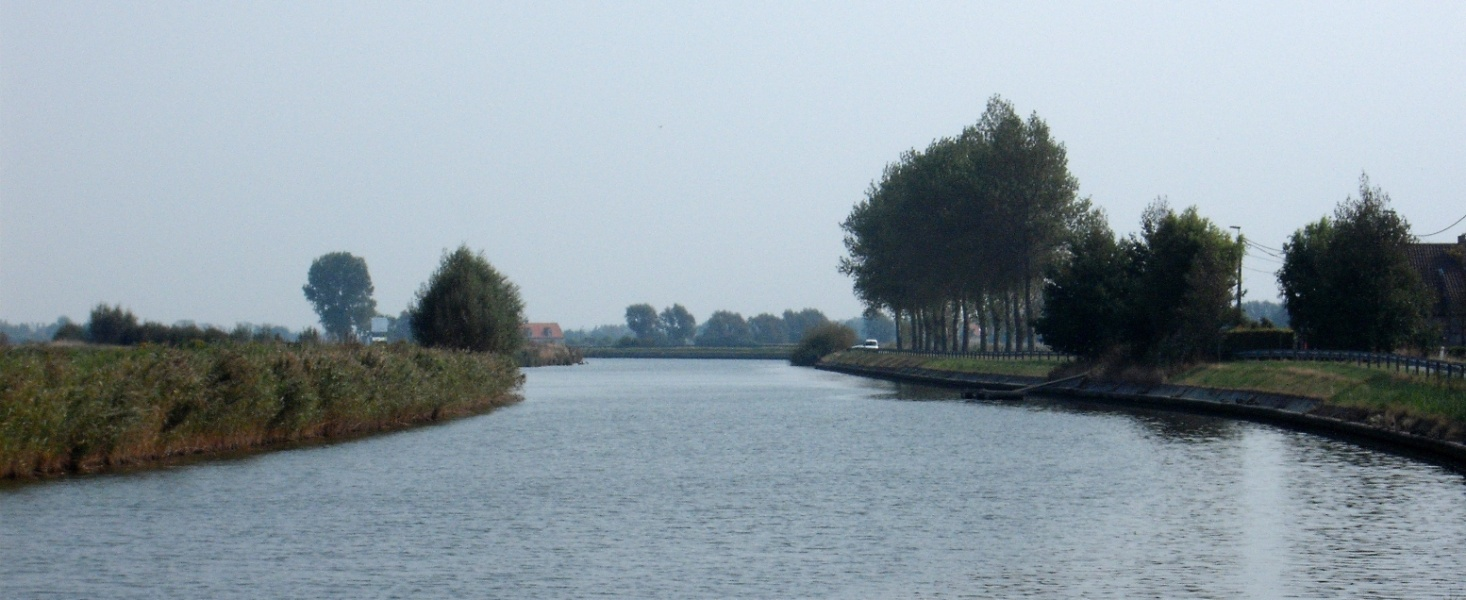
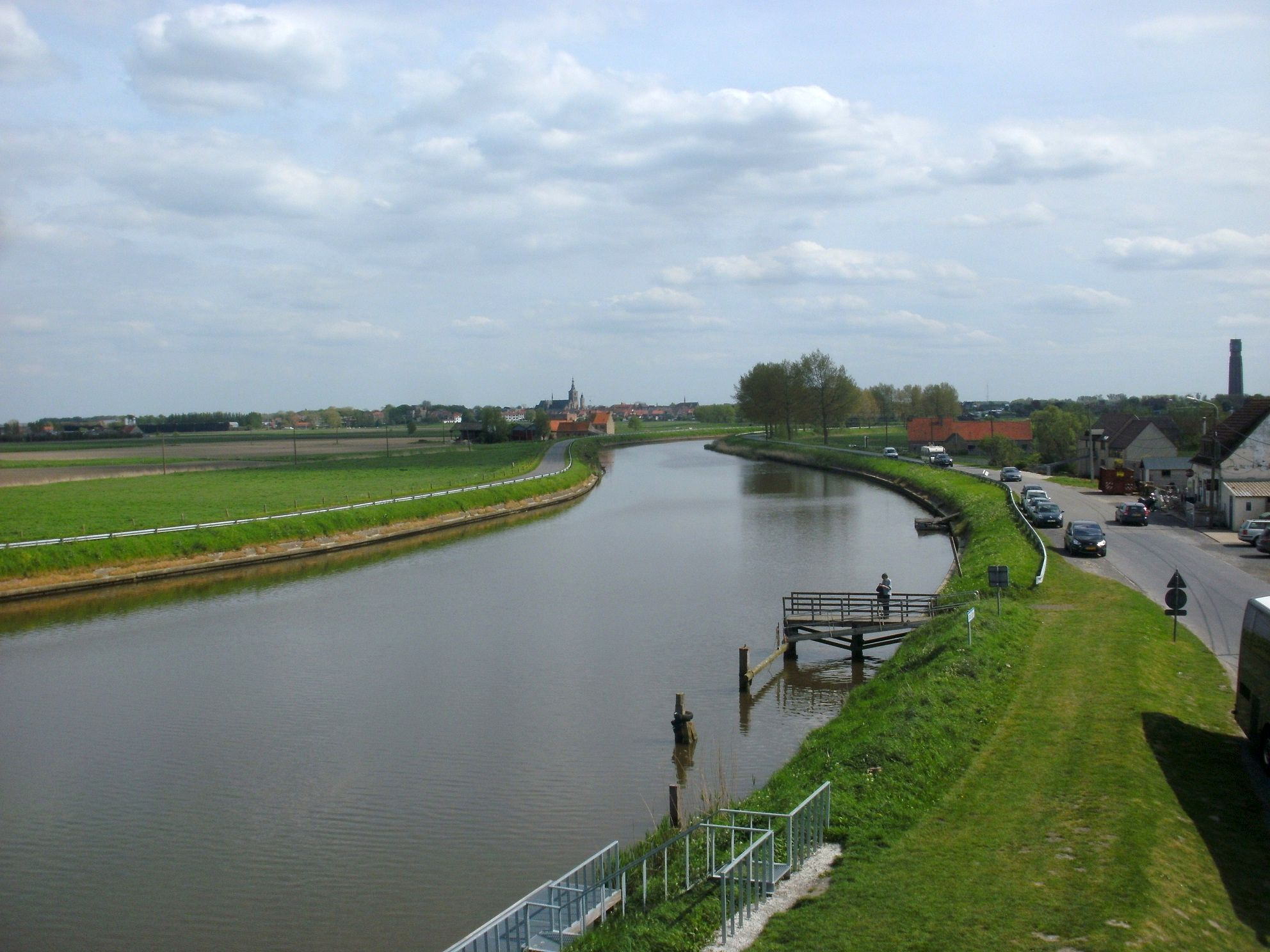